# Kapucínský klášter (Kolín)
Bývalý kapucínský klášter ve středočeském městě Kolín, od roku 2002 využívaný jako centrum spirituality a duchovních cvičení.

## Historie
Počátky kláštera sahají k roku 1660, kdy byly zahájeny práce na jeho stavbě, a o rok později byla tato schválena arcibiskupem Arnoštem Vojtěchem z Harrachu. Základní kámen k novostavbě konventu byl položen až v roce 1666. Již roku 1667 bylo dokončeno jedno křídlo vhodné k zabydlení a roku 1672 zde byla zavedena voda. Klášter byl stejně jako klášterní kostel Nejsvětější Trojice přestavěn v letech 1739–41 a po požáru v roce 1796, který celý areál těžce poškodil.
Roku 1950 byl klášter uzavřen a v letech 1950–53 adaptován na internát obchodní akademie. 
V roce 1991 byl klášter navrácen České provincii řádu kapucínů, která ho v roce 1992 pronajala jezuitskému řádu, jenž zde do roku 2012 provozoval svůj noviciát. Od roku 2002 prostory kláštera a přilehlé zahrady slouží jako Centrum spirituality a duchovních cvičení (tzv. exerciční dům, vedl jej P. Petr Vacík), které provozoval řád jezuitů společně s Akademickou farností Praha a řeholními sestrami z pražského Karmelu Edith Stein. 
V roce 2019 došlo k právnímu odloučení klášterního kostela od budov konventu. Zatímco kostel přešel do majetku Římskokatolické farnosti v Kolíně, konvent zůstal v majetku kapucínského řádu. Ten ho následně pronajal zapsanému ústavu Kolínský klášter – centrum spirituality a duchovních cvičení, jehož zakladatelem (k 16. 4. 2020) je Česká křesťanská akademie.

## Současné využití
V klášteře nežije komunita mnichů, jeho prostory slouží pro duchovní cvičení, například ignaciánská duchovní cvičení a kontemplativní cvičení, a to pro širokou ekumenickou veřejnost i jako prostor ústraní rovněž pro nenáboženské zájemce a hledající. Prostor vznikal spoluprací a sdílením různých duchovních a řeholních zkušeností i ze zahraničí. Probíhají zde například filmové exercicie, různá ekumenická soustředění a další aktivity. 
V zájmu zachování a pokračování těchto aktivit v roce 2025 klášter odkoupil od kapucínského řádu kněz a filosof Tomáš Halík (z velké části k tomu využil prostředky svého nadačního fondu, o jehož likvidaci rozhodla 13. 2. 2025 jeho správní rada) a přenechal ho ústavu Kolínský klášter k bezplatnému užívání.